# Juan Ayuso
Juan Ayuso, född 16 september 2002 i Barcelona, är en spansk professionell landsvägscyklist.

## Karriär
Ayuso har cyklat professionellt sedan 2021. Bland hans meriter kan nämnas vinsten i ungdomstävlingen i Vuelta a España år 2023. År 2024 vann han Faun-Ardèche Classic och slutade som totalsegrare i Baskien runt.

## Meriter
2019
Spanska juniormästerskapen
 Spansk juniormästare i linjelopp
3:a i tempolopp
5:a totalt i Trophée Centre Morbihan
2020
Spanska juniormästerskapen
 Spansk juniormästare i linjelopp
 Spansk juniormästare i tempolopp
Junior-EM
5:a i tempolopp
7:a i linjelopp
2021
 Vinnare totalt i Giro Next Gen
 Vinnare av poängtävlingen
 Vinnare av bergstävlingen
 Vinnare av ungdomstävlingen
Vinnare av etapperna 2, 5 och 7
Vinnare i Trofeo Piva
Vinnare i Giro del Belvedere
2:a i Clásica de Ordizia
 3:a i linjelopp vid U23-EM
2022
Vinnare i Circuito de Getxo
2:a i Trofeo Laigueglia
3:a totalt i Vuelta a España
4:a i linjelopp vid Spanska mästerskapen
4:a totalt i Romandiet runt
 Vinnare av ungdomstävlingen
4:a i La Drôme Classic
4:a i Clásica de Ordizia
5:a totalt i Katalonien runt
2023
Vinnare av etapp 3 (ITT) i Romandiet runt
Spanska mästerskapen
2:a i linjelopp
4:a i tempolopp
2:a totalt i Tour de Suisse
Vinnare av etapperna 5 och 8 (ITT)
3:a i Clásica de Ordizia
4:a totalt i Vuelta a España
 Vinnare av ungdomstävlingen
2024
 Vinnare totalt av Baskien runt
 Vinnare av ungdomstävlingen
Vinnare i Ardèche Classic
2:a totalt i Tirreno–Adriatico
 Vinnare av ungdomstävlingen
Vinnare av etapp 1 (ITT)
2:a i La Drôme Classic
3:a i Trofeo Laigueglia
5:a totalt i Tour de Luxembourg
Vinnare av etapp 4 (ITT)
5:a totalt i Romandiet runt
2025
 Vinnare totalt av Tirreno–Adriatico
 Vinnare av ungdomstävlingen
Vinnare av etapp 6
Vinnare i La Drôme Classic
Vinnare i Trofeo Laigueglia
10:a i Ardèche Classic